# Pavel Karlovič Šternberg
Pavel Karlovič Šternberg (rusky Пáвел Кáрлович Штéрнберг; 2. dubna 1865, Orel, Ruské impérium – 1. února 1920, Moskva, Sovětský svaz) byl ruský astronom, revolucionář, bolševik a státník. Od roku 1905 byl členem Ruské sociálně demokratické dělnické strany a později Komunistické strany Sovětského svazu, členem Moskevské městské Dumy a účastníkem občanské války.

## Život
Pavel Karlovič Šternberg se narodil v Orlu v rodině přistěhovalců z Německa. Jeho otec Carl A. Sternberg, občan Brunšvického vévodství, byl orelským kupcem. V roce 1883 Pavel absolvoval klasické gymnázium v Orlu. V roce 1887 promoval na Imperátorské moskevské univerzitě a poté působil v pomocné funkci na univerzitní hvězdárně. V roce 1890 se stal soukromým docentem na univerzitě a současně astronomem moskevské observatoře. V letech 1899-1900 vedl „Komisi pro zřízení programu výuky astronomie na středních školách. Od roku 1914 byl mimořádným a od roku 1917 řádným profesorem moskevské univerzity.
Jeho politická práce dopomohla ke svržení Kerenského prozatímní vlády. Šternberg byl přítelem Lenina i Trockého. Ve straně měl přezdívky Vladimir Nikolajevič, Erot, Garibaldi
Jeho ženou byla Varvara Nikolajevna Jakovlevová (1884—1941), revolucionářka, později sovětská politička.
Byla v Moskevském procesu odsouzena na 20 let, ale v roce 1941, při evakuaci před ústupem Rudé armády na Stalinův příkaz č. 157 s mnoha dalšími zastřelena v orelském vězení.

## Dílo
Zabýval se zejména pohybem planet po oběžných drahách, měřením zeměpisné šířky moskevské observatoře, fotografováním dvojhvězd a využitím fotografie v astronomii.

## Ocenění
Šternbergovo jméno nese státní Astronomický institut (rusky Государственный астрономический институт имени П. К. Штернберга) v Moskvě, který vznikl z původní moskevské hvězdárny, kráter Šternberg na Měsíci a asteroid hlavního pásu (995) Sternberg.